# Los maorís y la conservación

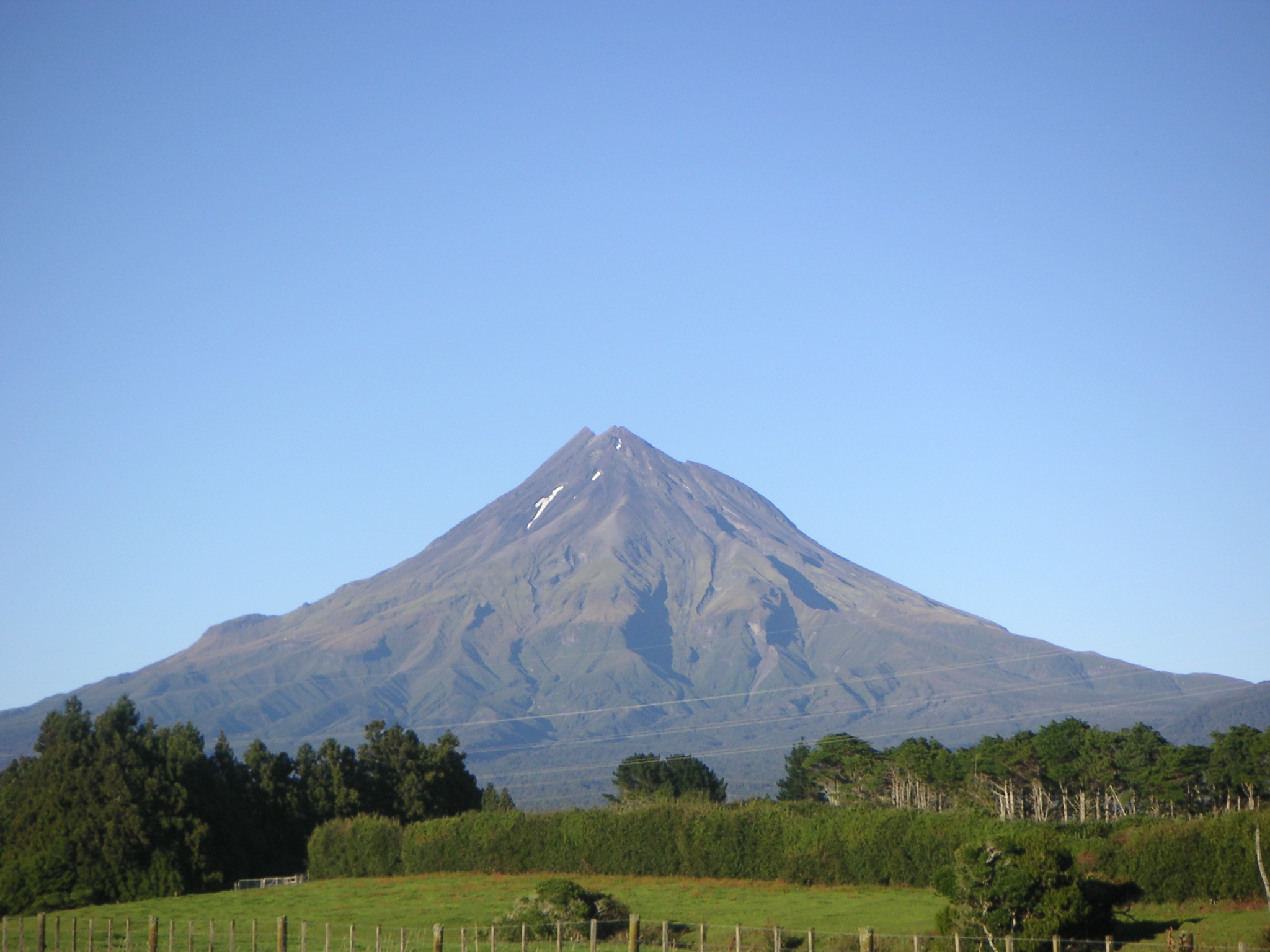
Monte Taranaki, que es venerado por los maoríes, recientemente obtuvo un estatus legal como persona.

Los maorís tienen una ética de conservación fuerte y cambiante desde el momento en que se descubrieron y se establecieron en Nueva Zelanda hasta el día de hoy y están estrechamente vinculados a sus las creencias espirituales.

## Acuerdo de Maorí
Los Maorí llegaron por primera vez a Nueva Zelanda a partir del año 950, en ese momento, la biodiversidad de Nueva Zelanda era mucho mayor que la del estado actual, siendo los únicos mamíferos tres especies de murciélagos.  Como resultado, una gran y diversa población de aves habitaba los bosques de la tierra.

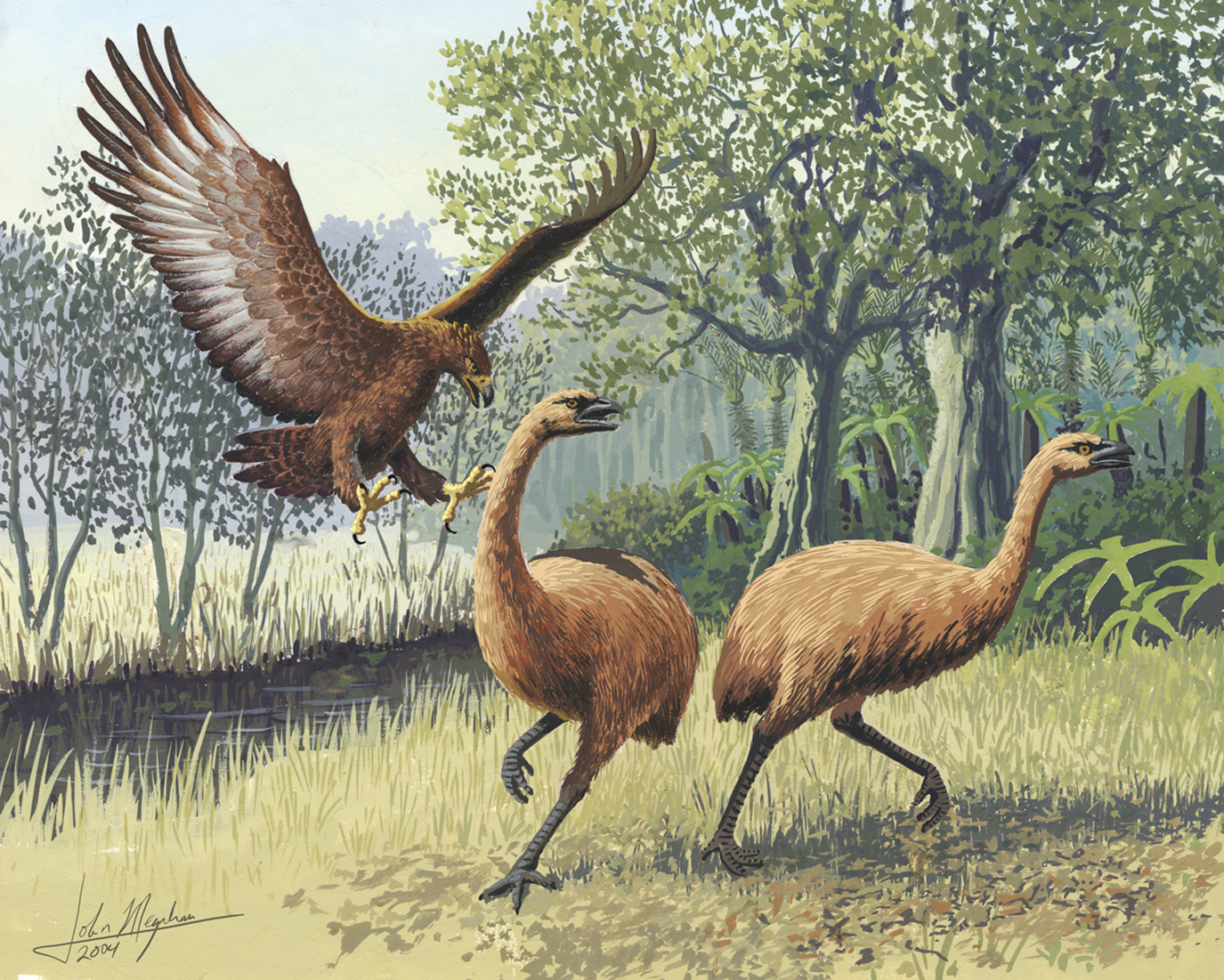
Recreación artística del águila de Haast atacando a unos moas.

La especie de águila más grande conocida, Harpagornis moorei, era nativa de la Isla Sur. El pueblo maorí tenía impactos adversos, cazando a los moa hasta la extinción y talando grandes extensiones de bosques, tanto para dar paso a los asentamientos como para encender fuegos con el fin de cazar más fácilmente a las aves. Aproximadamente la mitad de los bosques nativos de Nueva Zelanda fueron destruidos en los primeros cientos de años. Sin su principal fuente de alimento (la moa), el águila de Haast se extinguiría en algún momento del siglo XV.

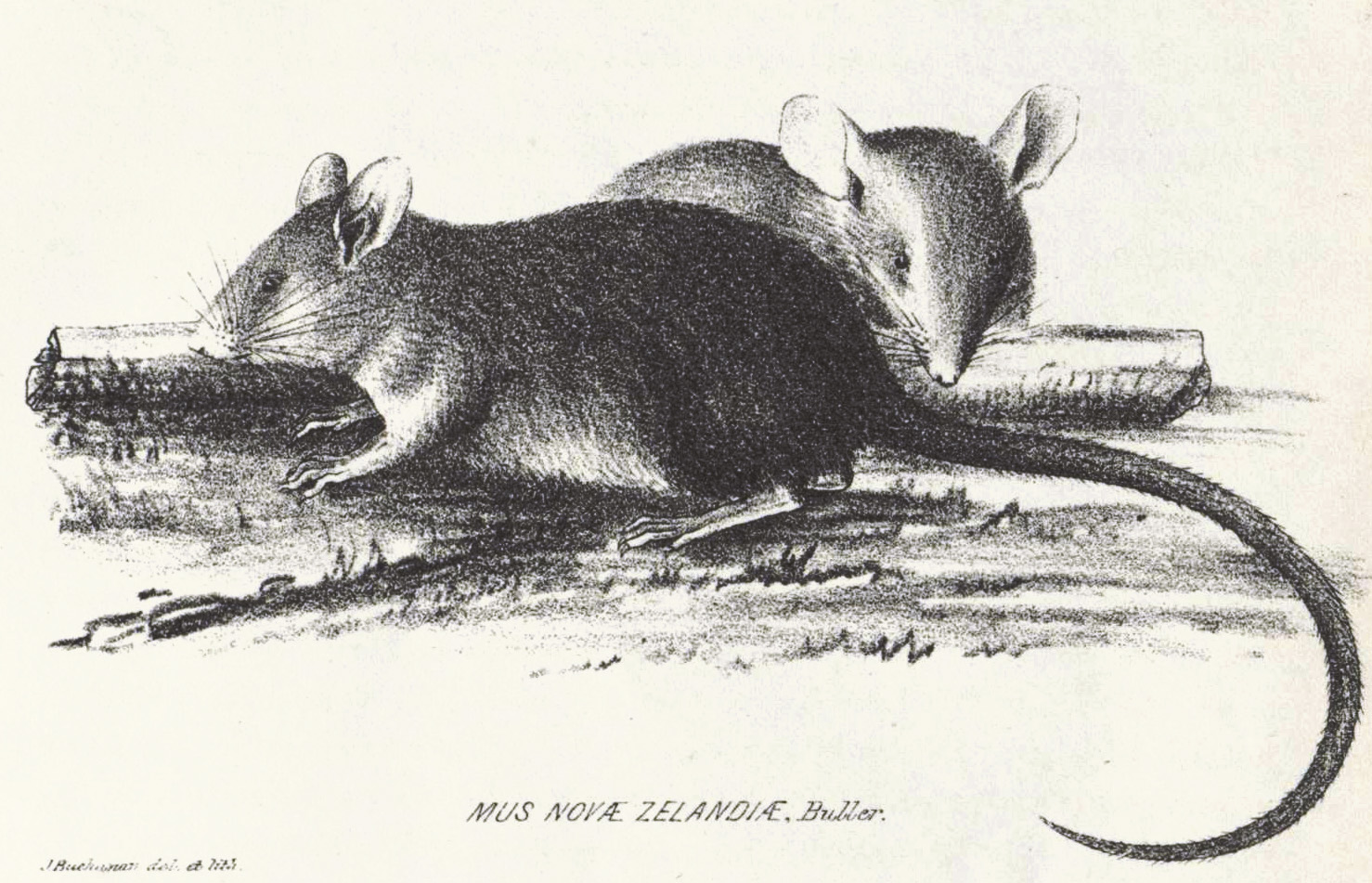
Ilustración de la Rata polinesia (1870).

Más devastador para las poblaciones de aves locales, el pueblo maorí introdujo a la rata polinesia en Nueva Zelanda. Lo más probable es que las ratas fueran traídas como fuente de alimento por los colonos maoríes, pero que escaparan y pronto infestaran la isla. Esto era especialmente perjudicial para las especies de aves de Nueva Zelanda, que no habían desarrollado ninguna defensa conductual contra las ratas, ya que desde hacía mucho tiempo tenían pocos depredadores naturales, si es que los tenían.
La vida cotidiana de los maoríes estaba dictada por la estación. La temporada de siembra era en octubre y la cosecha en febrero. La captura de ratas y aves era una práctica común de las tribus de la selva. A pesar de tener una población relativamente pequeña, las tribus reclamaban la propiedad de toda la isla, visitando periódicamente las tierras para corroborar las reclamaciones. Para los maoríes, la tierra no era simplemente un recurso, sino una conexión con los antepasados.

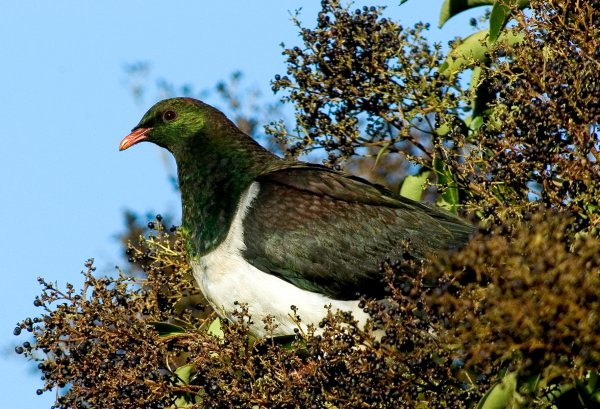
Una paloma neozelandesa.

El mana de la tribu estaba fuertemente asociado con las tierras de esa tribu. De aquí surgió el proverbio maorí «El hombre perece, pero la tierra permanece». Las creencias maoríes incluían a los Atua, espíritus invisibles conectados con fenómenos naturales como el arco iris, los árboles o las piedras. Las piscinas sagradas eran conocidas como wai tapu. Es la posición política del Partido Verde de Aotearoa Nueva Zelanda devolver el wai tapu al iwi, ya que algunos de ellos están actualmente bajo el control del Patrimonio de Conservación. El gran número de palomas maorí que se apiñan para alimentarse del fruto del toromiro es un indicador del maná del bosque. Debido a esto, esta ave es generalmente cazada únicamente para ocasiones especiales; las plumas eran usadas por mujeres maoríes de alto estatus social.
Rāhui es una forma de protección de los recursos naturales que los maoríes implementaron como medida de conservación.

## Puntos de vista contemporáneos
Se ha desarrollado un Índice de Salud Cultural para vías fluviales que vincula la ciencia occidental y el conocimiento cultural del maorí sobre la salud de los arroyos.
La creencia maorí dicta que Tane, el dios del bosque y las aves, creó al primer hombre.
En la sociedad maorí, se concede un estatus especial a aquellos conocidos como los tangata whenua «pueblo de la tierra», o maoríes que han residido en el distrito local durante muchas generaciones. Esto contrasta con los maoríes que no tienen ninguna conexión ancestral con la tierra, conocidos como tangate haere mai «gente que ha entrado», rawaho «forasteros» o tauiwi «extranjeros». Dependiendo de la lejanía de la comunidad, el porcentaje de tangate haere mai puede variar desde el 5% hasta más del 70%. El término tangata whenua se utiliza a menudo para diferenciar ampliamente entre māori y otros grupos.
También era importante para la relación de los maoríes con la naturaleza el concepto de tapu, una energía peligrosa que debía ser debidamente anulada a través del ritual. Todos los recursos naturales tenían esto, lo que significa que, al menos en teoría, la explotación de los recursos naturales estaba limitada por el tapu.
Las leyes agrarias maoríes, que dictan la división equitativa de las herencias entre los niños, han tenido el efecto de preservar la tierra al hacer que los bloques de tierra individuales sean demasiado pequeños para su uso económico. Además, los maoríes de la generación más antigua son culturalmente reacios a vender sus acciones a los promotores, por lo que la principal actividad económica en estas tierras es la tala de leña o el cultivo de pequeños huertos.
Los maoríes culpan a las leyes europeas de prohibición, muchas de las cuales se aplicaron durante la era colonial, por usurpar el mana y contribuir a la disminución de la biodiversidad de Nueva Zelanda. En particular, los maoríes señalaron el continuo declive de la paloma de Nueva Zelanda a pesar de las prohibiciones de caza, alegando que Tane las estaba eliminando porque ya no eran utilizadas por la población. La recuperación de la responsabilidad por el medio ambiente de Nueva Zelanda se considera no solo importante desde el punto de vista de la conservación, sino también crítica para ser realmente tangata whenua.

## Conocimientos ecológicos maorí

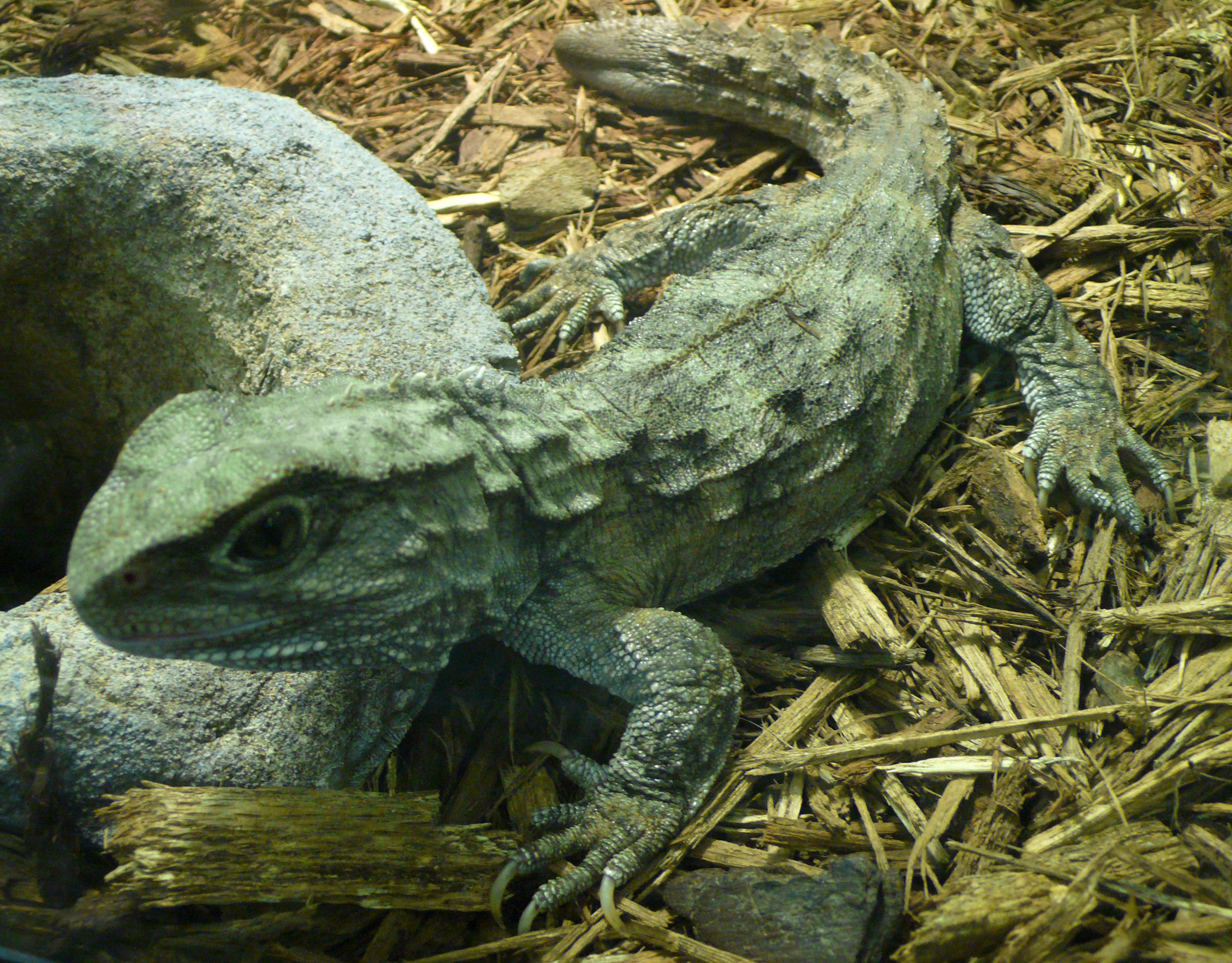
Tuatara maorí.

Un equipo de investigadores estudió el conocimiento ecológico tradicional maorí del Tuatara, un reptil nativo de Nueva Zelanda a través de preguntas orales a los ancianos. Esto es particularmente importante porque el Tuatara es un fósil viviente, siendo el último miembro vivo de su orden taxonómico. El Tuatara se había extinguido en la isla principal y únicamente existe en 37 islas de la costa. El testimonio de los ancianos coincidió correctamente con el conocimiento científico existente sobre la fisiología, la dieta, el rango y el comportamiento. Los investigadores concluyeron que «al menos en algunos casos, el conocimiento ecológico tradicional puede persistir a medida que las especies declinan y puede servir como una valiosa fuente de información ecológica para la conservación». Además, descubrieron a través del testimonio siete sitios más que los Tuatara habitaron en los últimos tiempos.
Culturalmente, los tuatara son generalmente considerados un mal presagio, aunque el 20% de los ancianos reportan que tuatara era mantenida como mascota. Se cree que tuatara, que tiene un «tercer ojo» primitivo y una larga vida natural, tiene un gran conocimiento y capacidad para ver cosas ocultas. Por el contrario, los ancianos de los Ngai Wai Iwi informan que ponen a los reptiles debajo de sus camisas para mantenerse frescos. En el documento, Ramstad concluye: «Nuestra comprensión actual de las actitudes maoríes hacia el reptil tuatara necesita ser revisada para acomodar esta heterogeneidad en el conocimiento ecológico tradicional. No todos los maoríes temen a los tuatara, no todos los iwi subsistieron históricamente con tuatara, y el papel cultural de tuatara difiere con el tiempo y entre los iwi».

## Condición jurídica de las ubicaciones geográficas

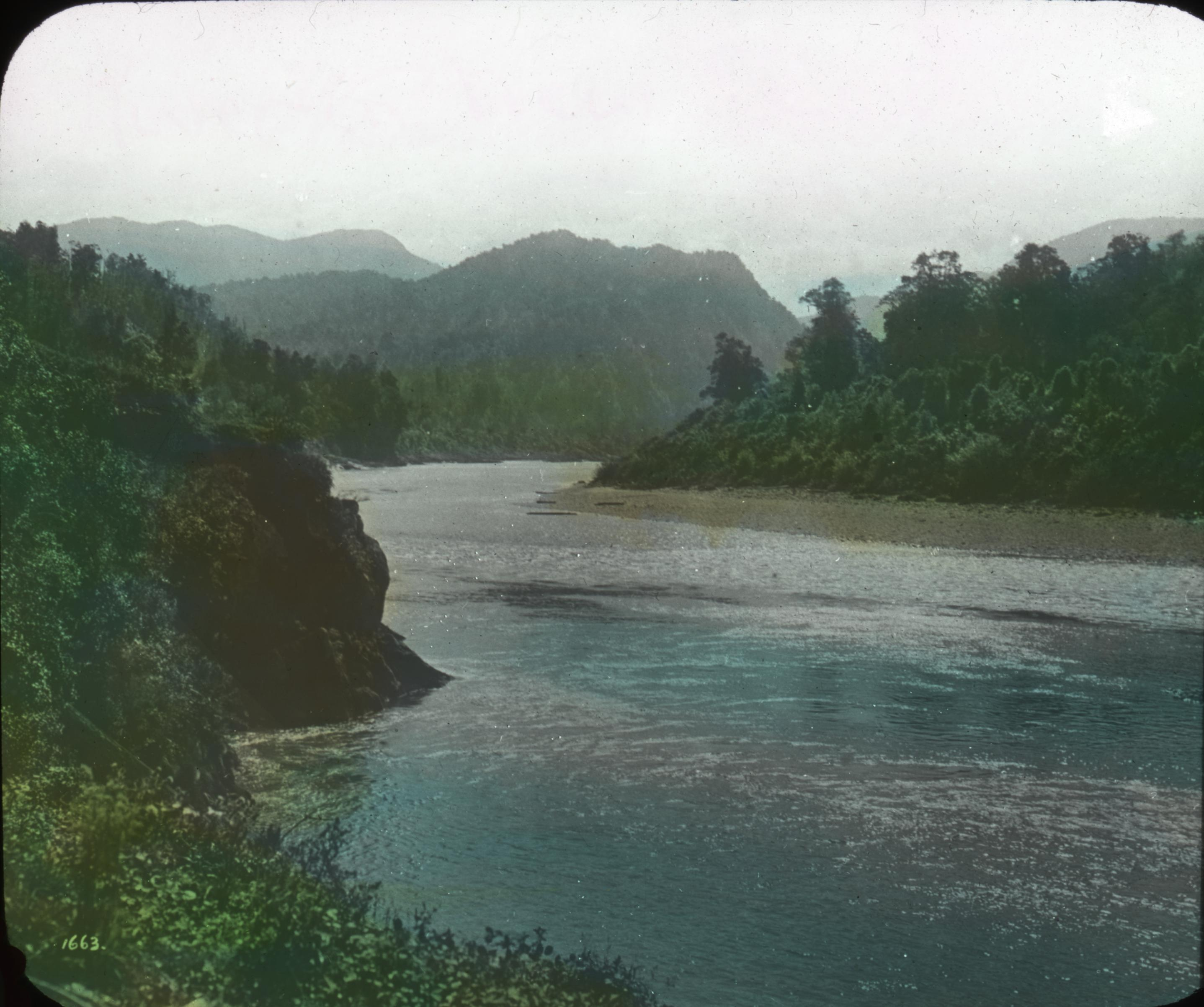
Río Whanganui.

Hoy, aproximadamente un tercio de Nueva Zelanda está bajo el mandato del Departamento de Conservación. El gobierno de Nueva Zelanda reconoció que el río Whanganui tiene el estatus legal de persona en 2017, lo que puso fin al litigio más prolongado de los países, que comenzó hace 160 años. Antes del asentamiento europeo, el río era importante por su fácil navegación, lo que permitía asentamientos generalizados a través del valle del río Whanganui. Antes de la colonización europea, esta región era la más poblada de la Isla Norte. Con respecto a este estado, el negociador principal de la tribu Whanganui, Gerrard Albert, declaró: «La razón por la que hemos adoptado este enfoque es porque consideramos al río como un antepasado y siempre tenemos ... Podemos rastrear nuestra genealogía hasta los orígenes del universo, y, por lo tanto, en lugar de ser los amos del mundo natural, somos parte de él». Se nombran dos tutores legales, uno de la tribu y otro del gobierno de Nueva Zelanda. Un diputado maorí, Adtian Rurawhe, declaró que «el punto de vista de Froma Whanganui sobre el bienestar del río está directamente relacionado con el bienestar de la gente», refiriéndose al maná de la tangata whenua.
Monte Taranaki ha recibido un estatus legal similar más adelante en 2017, con ocho tribus y el gobierno de Nueva Zelanda actuando como tutores legales. El Ministro para las negociaciones del tratado, Andrew Little, dijo de la decisión: «Los acuerdos de hoy son un hito importante en el reconocimiento de los agravios y las heridas del pasado, ya que el iwi Taranaki experimentó algunos de los peores ejemplos del comportamiento de la Corona en el siglo XIX». Gerrard Albert espera que estas decisiones sienten un precedente para que otras tribus maoríes otorguen personería jurídica a las localidades geográficas. Parte de lo que ahora es parque nacional Tongariro fue dado a la Corona por el jefe maorí Te Heuheu Tukino IV para asegurar su protección.

## Haka Kereruu
El haka es un baile tradicional, normalmente, el Haka Kereruu se realiza para enfatizar la relación entre las personas con las aves y el bosque. Durante el mismo, se sirve a menudo la paloma de Nueva Zelanda. La devastación ecológica es en referencia a los colonos europeos. Las palabras exactas varían entre las diferentes tribus.